# Kernell
Kernell är en prästsläkt som härstammar från Östergötland. 

## Historik
Stamfader för släkten är sadelmakaren Nils Persson (född 1695) på Loppetorps i Tjärstad, Östergötlands län. Han son Per Kernell, var den förste som antog namnet Kernell. Han var kyrkoherde i Åsbo församling och kontraktsprost. Kernell kom även att bli morfar till Per Daniel Amadeus Atterbom och Per Adolf Sondén.
Bland släktens medlemmar märks:
- Per Kernell, kyrkoherde i Åsbo församling.
- Per Kernell (1763—1807), kyrkoherde i Hällestads församling.
- Pehr Danielsson Kernell (1728–1821), kyrkoherde i Åsbo församling.
- Per Ulrik Kernell (1761—1834), kyrkoherde i Hallingebergs församling.
- Samuel Erik Kernell (1811—1890), kyrkoherde i Hägerstads församling.
- Erik Oscar Frithiof Kernell (1849—1909), kyrkoherde i Vinnerstads församling.
- Carl Eric Oscar Fredrik Kernell, kyrkoherde i Ulrika församling.
- Daniel Kernell (1759—1810), kyrkoherde i Hallingebergs församling.
- Daniel Christian Gustaf Kernell (1850—1929), föreståndaren för Zanderska gymnastikinstitutet i Göteborg.
- Yngve Kernell (1903—1994), arkitekt och författare.
- Daniel Kernell (född 1935), universitetslektorn vid Universiteit van Amsterdam, neurofysiologiska institution.